# Estenosis de la vena pulmonar
La estenosis de la vena pulmonar es un desorden cardiovascular raro. Es reconocida como la estenosis de una o más venas pulmonares que devuelven la sangre de los pulmones a la aurícula del corazón. En casos congénitos, se asocia con un mal pronóstico y una elevada tasa de mortalidad. En algunas personas, la estenosis de la vena pulmonar ocurre después de la ablación de las venas pulmonares para el tratamiento de la fibrilación auricular. Una investigación reciente ha indicado que pueden estar genéticamente relacionado en casos congénitos.